# Гепук
Гепу́к (индон. и сунд. gepuk), иногда также эмпа́л-гепу́к (сунд. empal gepuk — буквально «битое жарко́е») — блюдо индонезийской кухни, традиционное для сунданцев. Представляет собой тонкие ломти мяса — обычно, говяжьей голени, которые после предварительной проварки долго тушатся в сладко-остром соусе на основе кокосового молока и бульона, а затем обжариваются в растительном масле. Пользуется широкой популярностью на Западной Яве.

## Происхождение и распространение

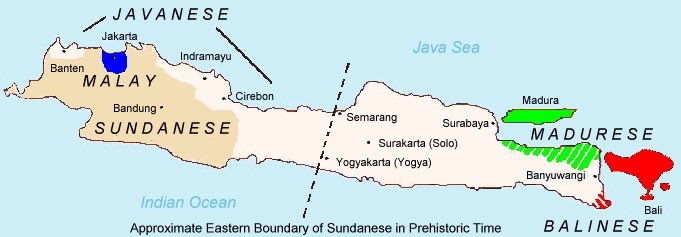
Ареал расселения сунданцев на Яве выделен кремовым цветом

Гепук является исконным блюдом кухни сунданцев — народа, населяющего западную часть острова Ява. Таким образом в этой части Индонезии традиционно готовят не очень мягкое мясо говяжьей голени. Там блюдо нередко фигурирует под более развёрнутым названием «эмпал гепук», что по-сундански означает «битое жарко́е», что связано с одной из стадий приготовления кушанья — отбивания мяса каменным пестом. Однако и на Западной Яве, и за её пределами в большей степени распространено укороченное название, которое можно перевести как «битое», семантически близкое русскому слову «отбивная».
В результате активного расселения весьма многочисленных сунданцев в другие части Явы, гепук стал хорошо известен и там. Достаточно широко практика приготовления этого блюда распространена в столице страны Джакарте, в формировании культурных традиций которой сунданцы исторически играют весьма важную роль.

## Приготовление

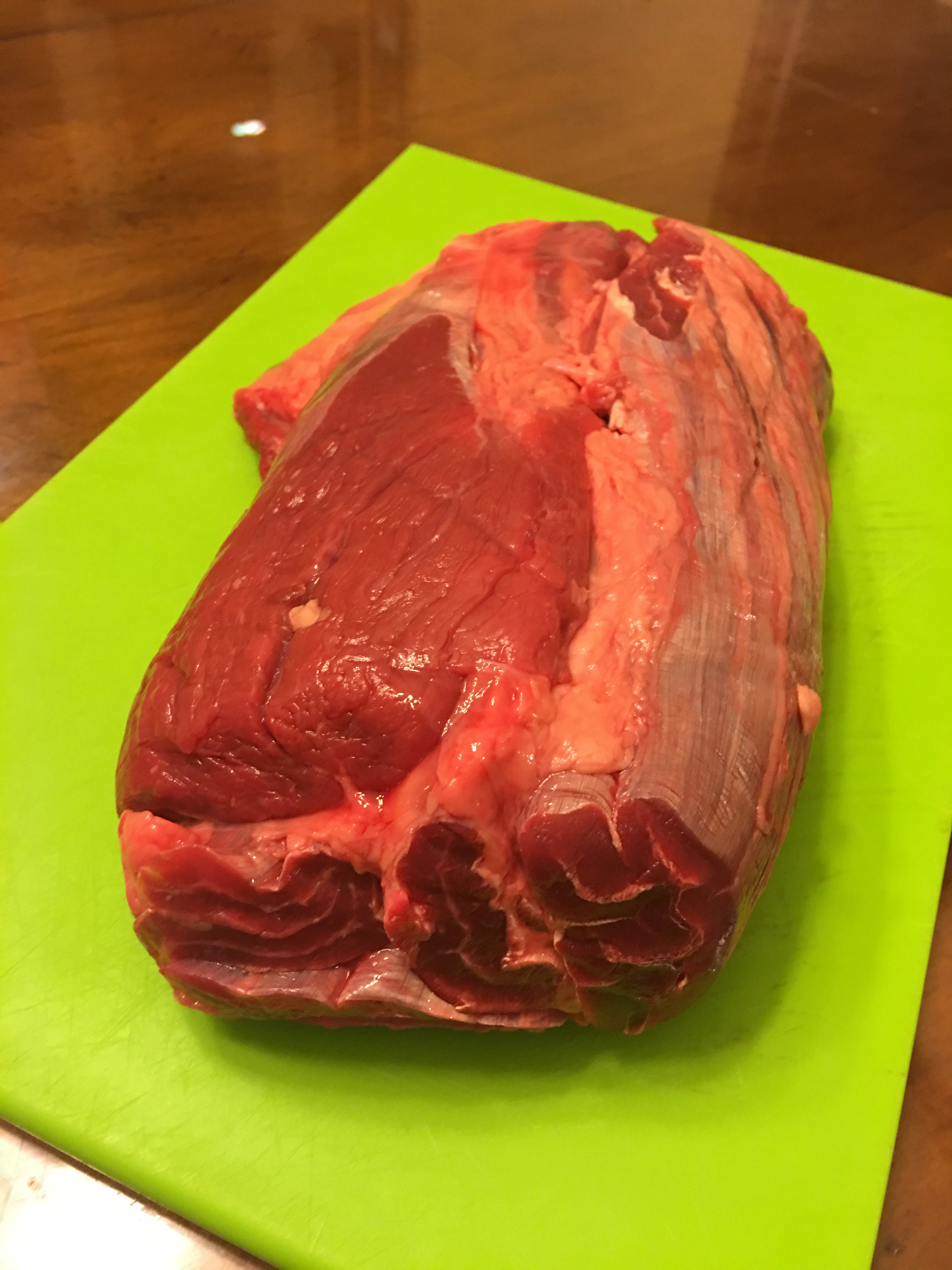
Мякоть говяжьей голяшки, традиционно используемая для приготовления гепука

Обычно исходным продуктом для гепука служит мясо с говяжьей голени. Реже для приготовления этого кушанья используются другие части говяжьей туши, и еще реже — баранина или курятина. Мясо, отделённое от костей, варят в подсоленной воде до полуготовности, после чего нарезают ломтями размером примерно в половину ладони без пальцев и толщиной около сантиметра или чуть более того. Принципиальным моментом в приготовлении этого кушанья является нарезание мяса исключительно вдоль мышечных волокон. Нарезанное на кусочки, мясо подвергается достаточно длительному отбиванию. Традиционно для этих целей у сунданцев использовались большие каменные песты и ступы, в современных же условиях в ход всё чаще идут металлические или деревянные молотки для отбивания мяса и разделочные доски.
Затем куски мяса, которые после отбивания заметно увеличиваются в размере и становятся достаточно тонкими, тушатся в соусе на основе  кокосового молока и бульона, оставшегося после варки мяса, которые смешивают в различных пропорциях. Непременным ингредиентом соуса является пальмовый сахар, сок или мякоть тамаринда, а также большое количество специй, состав которых может быть достаточно различным. Чаще всего в число последних входят лук-шалот, чеснок, имбирь, челнобородник лимонный, перец чили, кориандр, куркума длинная, лавровый лист, цимбопогон, листья каффир-лайма, большой и малый калган. Для приготовления соуса измельчённые специи обжариваются в растительном масле, после чего заливаются кокосовым молоком и бульоном. Иногда перед тушением каждый ломтик мяса нанизывают на тонкую деревянную шпажку, за которую его потом держат во время еды.
Тушение на небольшом огне продолжается весьма долго — до полного выкипания жидкости из соуса. После этого мясо иногда оставляют на какое-то время в загустевших остатках соуса, чтобы оно ещё больше напиталось специями. Однако чаще его сразу же очищают от этих остатков и перекладывают в сковороду с большим количеством растительного масла, в которой несколько минут обжаривают на сильном огне, что завершает процесс приготовления блюда. Готовый гепук представляет собой тонкие, достаточно сухие и плотные ломтики мяса, обычно с чётко выраженными мышечными волокнами. В зависимости от состава соуса их цветовой оттенок варьирует от желтоватого до тёмно-коричневого, а вкус в разной степени сочетает оттенки сладости и остроты.

## Подача и употребление

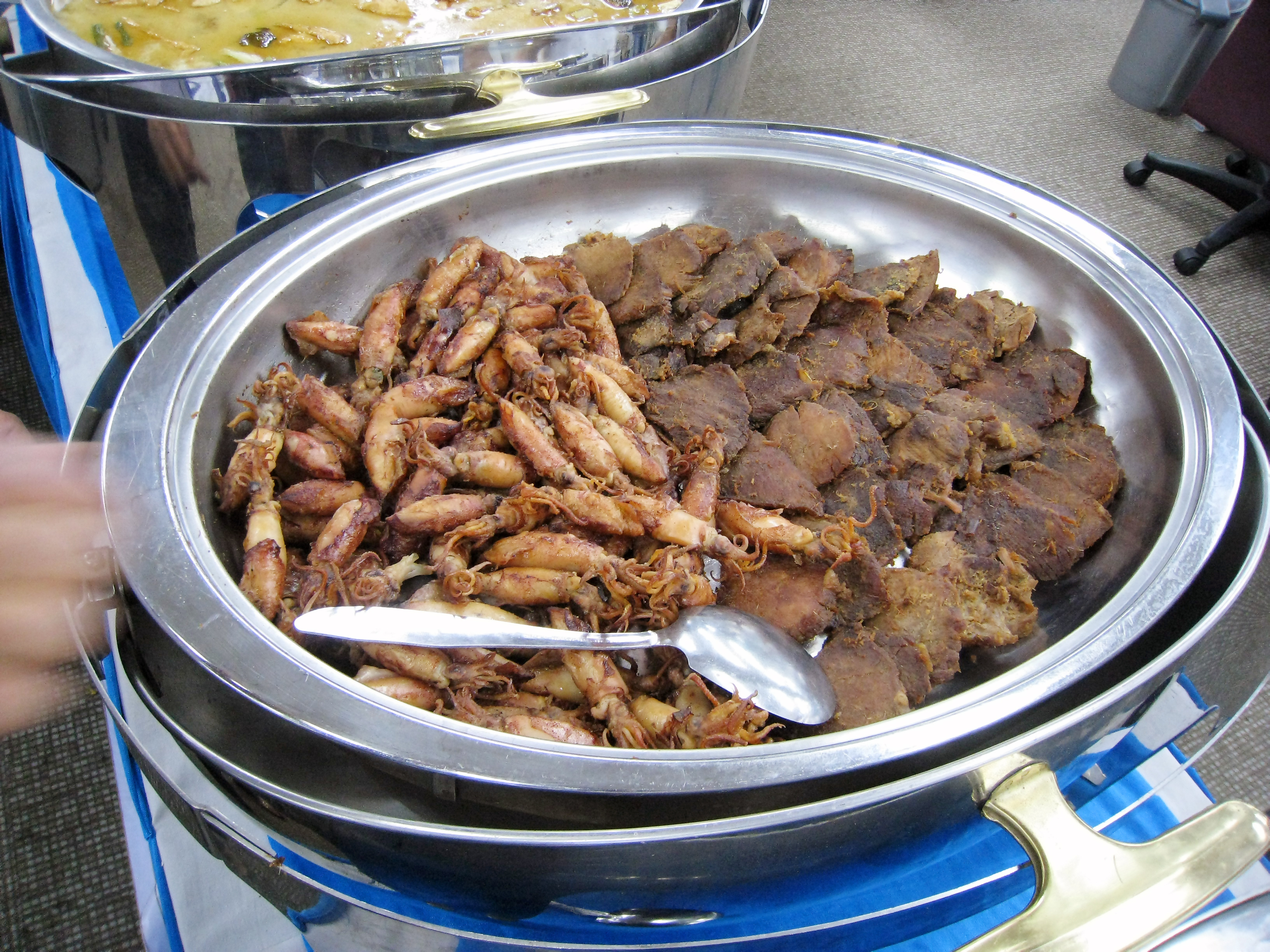
Гепук в правой части судка

Жители Западной Явы весьма часто готовят гепук дома, однако особой популярностью он пользуется в качестве блюда ресторанной и уличной кухни. В этой части Индонезии ломтики гепука повсеместно продаются на традиционных рынках и передвижных лотках уличных разносчиков. Часто торговцы предлагают на выбор кушанье разной степени остроты и сладости.
Иногда гепук присутствует в меню гостиниц, в том числе столичных отелей высокого уровня. В ряде случаев гостиничные повара идут на достаточно существенную модификацию классической рецептуры, стремясь сделать кушанье более привлекательным для зарубежных туристов.
Если в домашних условиях гепук часто едят горячим, сразу после приготовления, то в уличных — как правило, уже остывшим. Поданный сам по себе он обычно служит закуской, а в сопровождении порции варёного риса превращается в полноценное основное блюдо. Иногда это кушанье входит в состав тумпенга — церемониального блюда, представляющего собой остроконечную пирамиду варёного риса, окружённую разнообразными гарнирами.
Перед подачей гепук довольно часто посыпается одной из двух наиболее популярных яванских сухих приправ: либо мелкими перьями репчатого лука или лука-шалота, выжаренными в растительном масле до твердой, ломкой консистенции, либо серунденгом — измельчённой в стружку мякотью молодого кокосового ореха, также выжаренной в масле, часто с добавлением различных специй и толчёного арахиса. Помимо варёного риса к нему нередко подаются саюр-асем — овощи, сваренные в пряном бульоне, а также самбал — густой пастообразный соус на основе протёртого красного перца.